# Драммонд, Уильям Юджин
Вильям Эжен Драммонд (англ. William Eugene Drummond) (28 марта 1876 — 13 сентября 1946) — чикагский архитектор, работавший в провинциальном стиле.

## Детство и годы обучения
Вильям Драммонд родился в городе Нью-Арк, штате Нью-Джерси в семье плотника и мебельщика Юджина Драммонда (Eugene Drummond) и его жены Иды Лозиер (Ida Lozier). «Делай все возможное и при этом проявляй доброту», — такой девиз выбрала для себя семья Драммонд. В 1886, когда Вильяму было 10 лет, его семья переехала из Нью-Арка в Чикаго. Драммонды поселились в западной части Чикаго, в Остине, в доме 813 по Центральной Авеню. Вильям Драммонд учился в Публичной Школе Остина.
Дом, в котором тогда жила семья Драммонда, сохранился на момент подготовки материала (2008 год). Поскольку дом переделывали Юджин и Вильям Драммонды, в нём проявились некие черты провинциального стиля. Вильям научился многим вещам в переделке домов именно на примере своего собственного. Вместе с отцом он перестроил старый дом, в котором семья Драммонд прожила до 1866 года. Вильям был самым старшим ребёнком, у него было 5 сестёр и брат Фрэнка. Все дети семьи Драммонд выросли в деревне Остин.
В 1899 году Вильям Драммонд поступил в Архитектурную Школу при Университете Иллинойса. В то же время туда пошёл учиться Волтер Берли Гриффин (Walter Burley Griffin), ещё один архитектор, работавший в провинциальном стиле. Но финансовые трудности заставили Драммонда бросить обучение после первого года.

## Годы работы в провинциальном стиле

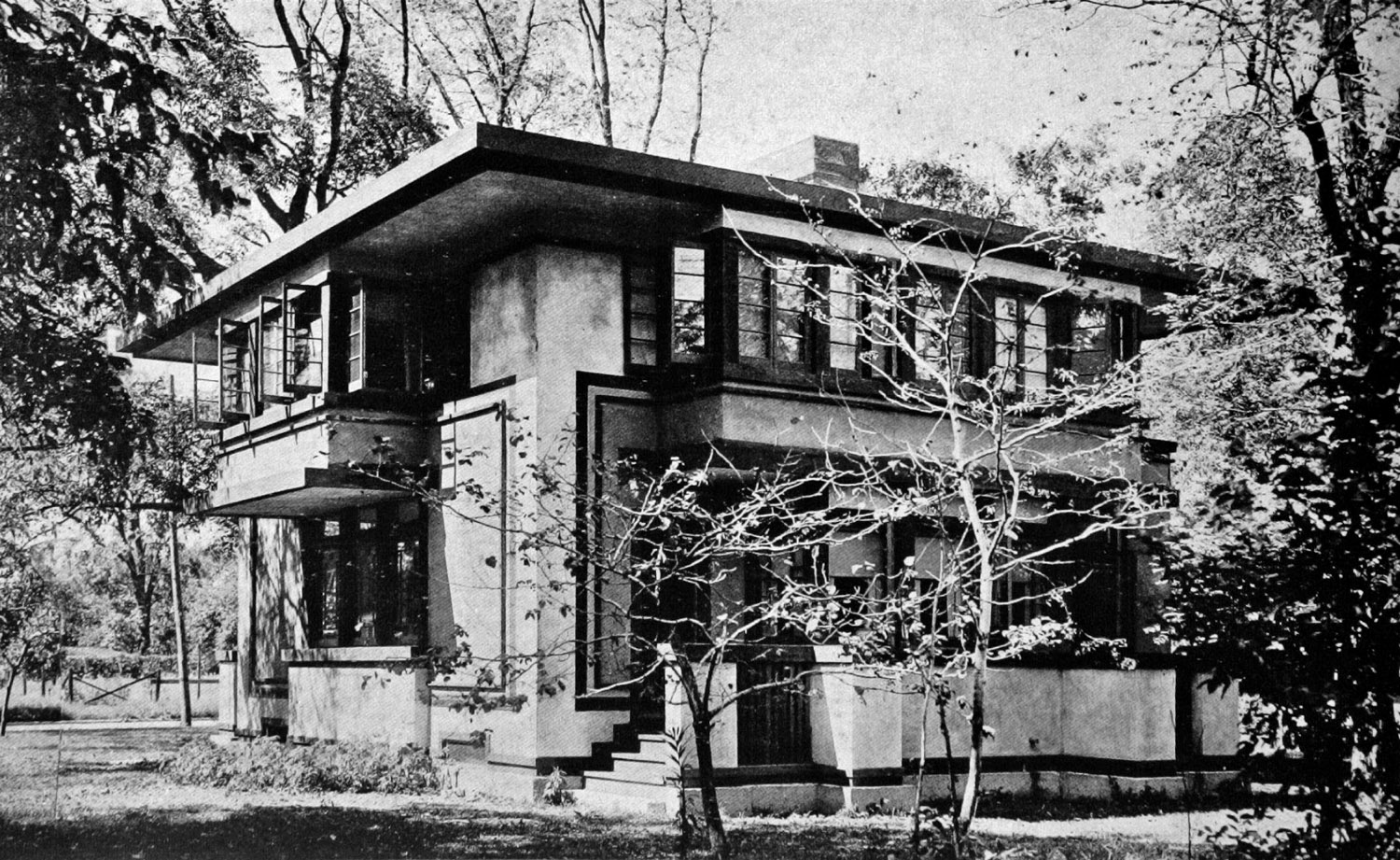
Дом Драммонда, построенный в 1910 году

После этого Драммонд начал работать в Чикаго, сперва в фирме архитектора Луиса Салливана, а затем Фрэнка Ллойда Райта. Этот период принадлежит к стилю школы прерий. Драммонд был главным проектировщиком в нескольких известных зданиях, над которыми работало бюро Райта, в том числе дома Эдвина и Мамы Бортвик Чини в Оак Парк, дома Фредерика Робина в Чикаго, здания администрации компании Ларкин в Буффало. Драммонд получил архитектурную лицензию в 1901. В 1901—1905 гг. он частично работал для бюро Райта и постоянно работал для Ричарда Е. Шмита (Richard E. Schmidt) (в 1901—1902) и Дениела Х. Бурмана (Daniel H. Buhrman) (1903—1905). Драммонд вернулся в бюро Райта в 1905, где проработал до 1909, когда разногласия по вопросам оплаты вынудили его уволиться. Драммонд был основным сотрудником архитектурного бюро Райта.
Вот что пишет сын Райта, Джон:
«Вильям Драммонд, Френсис Берри Бирн, Волтер Берли Гриффин, Альберт МакАртур, Марион Махони, Изабель Робертс и Джордж Виллис были проектировщиками в бюро моего отца. Пять мужчин, две женщины. Они носили галстуки и специальные рабочие халаты. Мужчины носили прическу как у отца, за исключением Альберта, у него было не достаточно волос. Они уважали отца, а он любил их. Каждый из них внёс в свой вклад в зарождающуюся тогда современную американскую архитектуру, благодаря которой отец получил свою славу, признание и головную боль»
В 1907 г. Драммонд женился на Саре МакКаллох (Sarah McCalloch), которая была старше него на несколько лет. Её первый муж умер от туберкулёза. У Вильяма и Сары было трое детей — Роберт, Вильям и Алан. В 1910 г. Мери Робертс (Mary Roberts) продала семье Драммондов землю, где они построили свой дом в провинциально стиле.

## Частная практика
Когда пути Райта и Драммонда разошлись, последний стал заниматься частной практикой. В 1908 году он выполнил свой первый заказ для Конгрегациональной церкви Остина. В 1912 он стал сотрудничать с Луисом Гензелем (Louis Guenzel) (1860—1959), который работал над проектами для Данкмара Адлера (Dankmar Adler) и Луиса Салливана (Louis Sullivan). Изабель Робертс (Isabel Roberts) проработала на Драммонда и Гензеля около года. Но их партнёрство распалось в 1915 году, когда началась Первая мировая война.
После войны Драммонд продолжил свою независимую практику, он разрабатывал проекты для церквей, резиденций, небольших коммерческих зданий в провинциальном стиле. Кульминацией его работы в чистом провинциальном стиле стало здание Брукфилдского детского сада (также известен как Дом на холме), построенное в 1920 году в Брукфилде, штат Иллинойс.
Драммонд представлял свой проект на конкурс проектов здания Чикаго Трибьюн. Его проект был вызывающе оригинальным, трехсторонняя верхняя часть была оформлена таким образом, что не попадала под традиционные каноны архитектуры. Верхняя часть была украшена большими вазами, вырезанными нишами и геометрическим орнаментом. В случае победы этого проекта, здание могло бы стать достопримечательностью Чикаго, не вписывающейся ни в один из исторических стилей этого города (в отличие от выбранного проекта архитекторов Джона Мида Хауэллса (John Mead Howells) и Раймонда Худа (Haymond Hood). Проект Драммонда выглядит инновационным даже 90 лет спустя, он может сравниться только с дизайном небоскребов начала XXI века.
Поскольку вкусы публики существенно поменялись в течение 20-х годов 20-го века, в работах Драммонда стало появляться меньше элементов провинциального стиля. Его проекты стали относить к стилю английского коттеджа, появились элементы стиля «Тюдор». Типичными примерами работ того времени можно назвать здания в Ривер Форест — Резиденцию Эдварда В. Скотта (1928) и здание Публичной библиотеки (1928—1930).
Драммонд принял участие в проектировании города Ривер Форест в 20—30-х годах 20-го века. В процессе работы он переделал некоторые из проектов Райта. Незадолго до своей смерти 13 сентября 1948 Драммонд выпустил книгу, в которой описывал план переделки Капитолия в США.

## Список работ и проектов Вильяма Драммонда
- Abajo Mountains (Utah) Resort (project)
- Residence (1901); 742 Franklin Street, River Forest IL
- L. Griffen house project (1902); Buena Park (Chicago) IL
- L. Wolff house (circa 1903); 4234 N Hazel, Chicago, IL
- Dexter M. Ferry, Jr. House project (1910); Grosse Pointe, MI
- John Broughton House (1908), 530 Keystone Avenue, River Forest, IL[3]
- William E. Drummond Residence (1910); 559 Edgewood Place, River Forest, IL[4]
- Albert W. Muther Residence (1910—1912); 560 (580) Edgewood Place, River Forest, IL>[5]
- Charles Barr Residence (1910—1912); 7234 Quick Street, River Forest, IL[6]
- Curtis Yelland House (1911); 37 River Heights Road, Mason City, IA[7]
- River Forest Methodist Church (1912); 7070 Lake Street, River Forest, IL
- River Forest Bank Building (1912); River Forest, IL
- Gordon Abbott House (1912); 105 N. Grant, Hinsdale, IL[8]
- George Stahmer House (1913); Fourth Street and Chicago Avenue, Maywood, IL[9]
- River Forest Women’s Club (1913); 526 Ashland Avenue, River Forest, IL[10]
- John B. Franke House, 2131 Forest Park Blvd, Ft Wayne, IN (1914) — with Barry Byrne[11]
- Ralph S. Baker House (1914—1915); 1226 Ashland Avenue, Wilmette, IL
- John A. Klesert House (1915); Keystone Avenue, River Forest IL[12]
- First Congregational Church (1915); 5701 West Midway Park, Chicago, IL 60644
- Coonley Estate «Thorncroft» (1919—1921); Riverside, IL[13]
- Brookfield Kindergarten [aka Hilly House] (1920); 3601 Forest Avenue, Brookfield, IL
- Hollywood Community Hall (1921); Washington and Hollywood, Hollywood (Brookfield), IL
- Isabel Roberts House Remodeling (1922); Edgewood Place, River Forest IL
- Langhorne Residence Remodeling (1924—1940); Chicago, IL
- Badenoch House (1925); 555 Edgewood Place, River Forest IL[14]
- O. B. Higgins Residence (1927); 535 Edgewood Place, River Forest[15] IL[16]
- Shedd Park Field House (1928); 3660 West 23rd Street, Chicago, IL
- Edward W. Scott Residence (1928); 619 Keystone, River Forest, IL[17]
- [18]River Forest Public Library (1928—1930); River Forest, IL
- Rookery Building Remodeling (1930); Chicago IL
- Washington Capital Redevelopment (1946—1947); Washington, DC